# Vincent Willem van Gogh

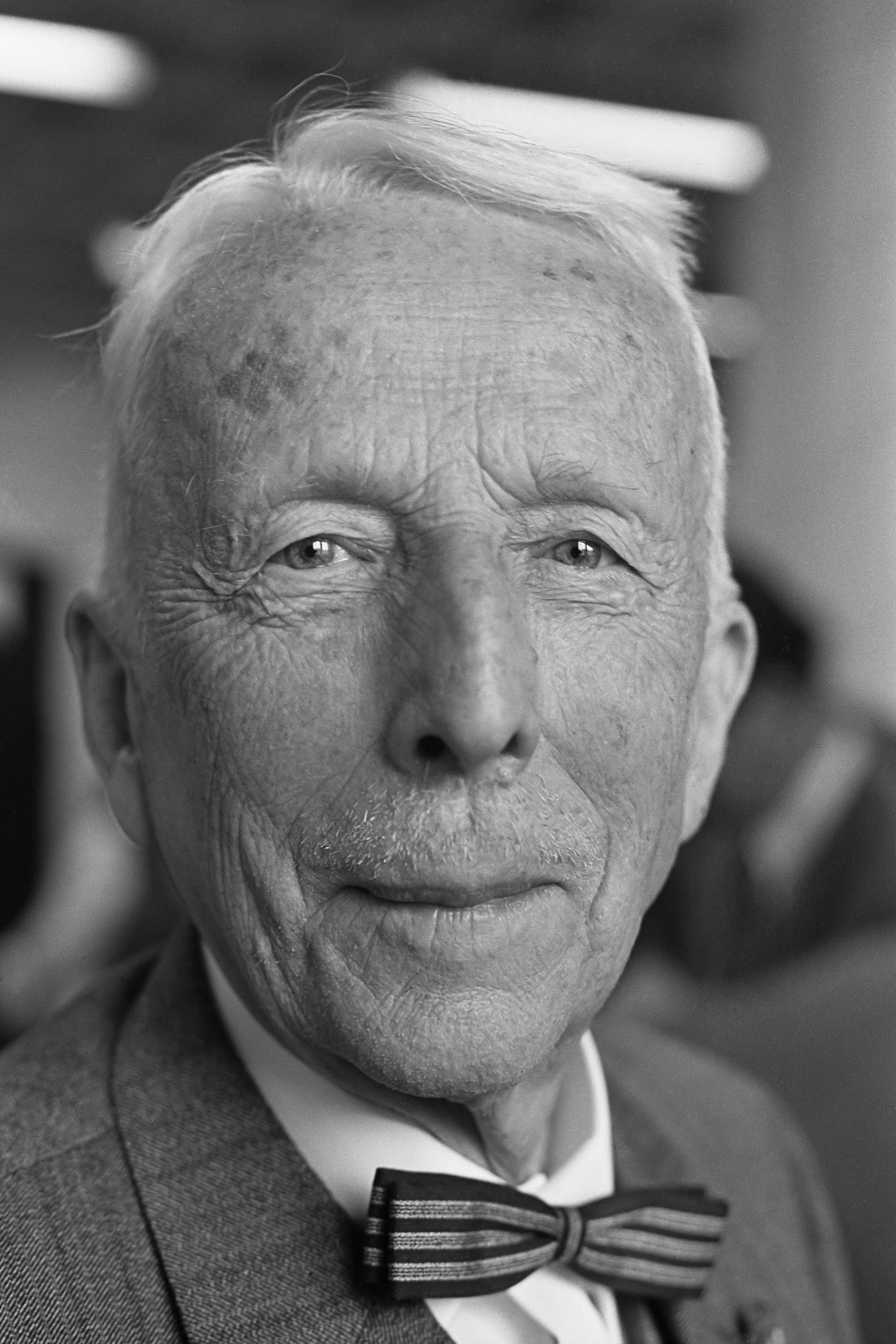
Vincent Willem van Gogh 1968

Vincent Willem van Gogh (* 31. Januar 1890 in Paris; † 20. Januar 1978 in Laren) war als Nacherbe des Nachlasses seines Onkels Vincent van Gogh Stifter der umfangreichen Sammlung des Amsterdamer Van Gogh Museums.

## Leben
Van Gogh war der Sohn und einziges Kind des Kunsthändlers Theo van Gogh (1. Mai 1857–25. Januar 1891) und dessen Frau Johanna van Gogh-Bonger (4. Oktober 1862–2. September 1925), die nach dem frühen Tod des Vaters und des Onkels mit ihm in den Niederlanden lebte. Sie wohnten zunächst in Bussum, wo seine Mutter eine Pension namens „Villa Helma“ betrieb und den Maler Johan Cohen Gosschalk (1873–1912) heiratete. Viele der Bildnisse seines Onkels hingen an den Wänden der Pension und in ihrer Wohnung. Seine Mutter trat bald nach ihrer Ankunft in Bassum in die neu gegründete Sociaal-Democratische Arbeiderspartij (SDAP) ein und freundete sich mit dem Politiker Florentinus Marinus Wibaut (1859–1936) an.

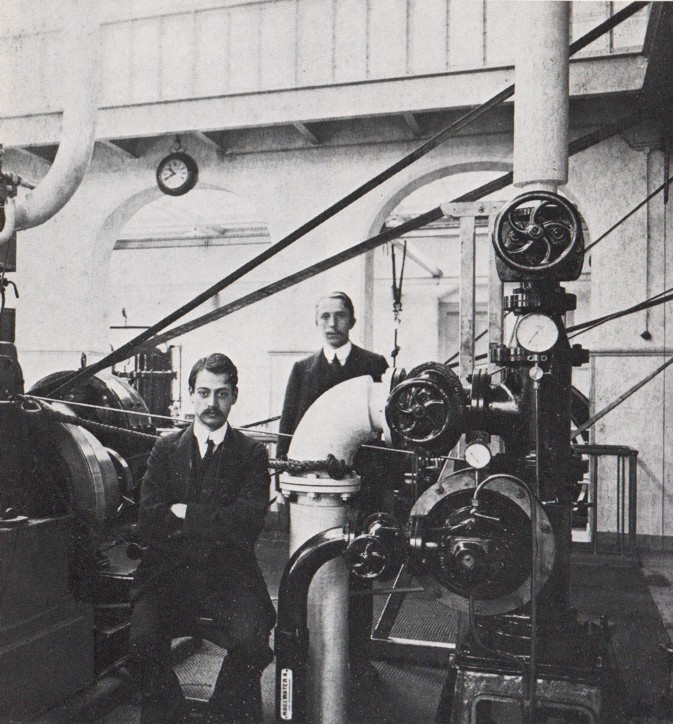
Ernst Hijmans und Vincent Willem van Gogh 1912 in der TH Delft

1903 zog die Familie nach Amsterdam um. Nachdem van Gogh fünf Jahre lang die weiterführende Schule in Amersfoort und Amsterdam besucht hatte, studierte er 1907 bis 1914 Maschinenbau an der Technischen Hochschule Delft und schloss sein Studium als Ingenieur ab. Er arbeitete im Anschluss für einige Zeit als Maschinenbauingenieur in den USA, Frankreich und Japan, wobei ihn seine Frau begleitete. Anfang 1920 kehrten sie in die Niederlande zurück und er tat sich bald mit Ernst Hijmans (1890–1987), einem Freund aus seiner Studienzeiten, zusammen, mit dem er eine Unternehmensberatung gründete. Um Verwechslungen mit seinem berühmten Onkel zu vermeiden, wurde er auch als „Vincent ‚der Ingenieur‘ van Gogh“ bezeichnet.
Nach dem Tod seiner Mutter erbte er 1925 die Sammlung mit den nachgelassenen Werken seines Onkels und stellte sie unterschiedlichen Museen als Leihgabe zur Verfügung. Bei dem Nachlass handelte es sich neben der Sammlung von etwa 400 Zeichnungen, 200 Gemälden und zahlreichen Briefen seines Onkels auch um Kunstwerke von Zeitgenossen, wie Paul Gauguin, die sein Onkel und sein Vater gesammelt hatten. Um die Sammlung in ihrer Gesamtheit zu erhalten und sie der Öffentlichkeit zugänglich zu machen, gründete er 1960 die „Vincent van Gogh-Stiftung“. Er wandte sich mit dem Anliegen ein Museum zu gründen an den niederländischen Staat. Dieser erteilte die Genehmigung zum Bau des Van-Gogh-Museums und die Stadt Amsterdam stellte ein passendes Grundstück am Museumplein zur Verfügung. Die Stiftung ging 1962 gegen eine Entschädigung in Höhe von 15 Millionen Gulden an den niederländischen Staat über. Am 3. Juni 1973 war er bei der feierlichen Eröffnung des Van Gogh Museums in Amsterdam zugegen und hielt sich bis kurz vor seinem Tod fast täglich dort auf.

## Familie
Im Januar 1915 heiratete van Gogh Josina (geborene Wibaut, 1890–1933), die Tochter des Politikers Florentinus Marinus Wibaut, mit der er drei Söhne und eine Tochter hatte:
- Theodoor van Gogh (5. November 1920–8. März 1945). Er wurde 1945 wegen Beteiligung an der Widerstandsbewegung in den Niederlanden von der deutschen Besatzung hingerichtet.
- Johan van Gogh (26. März 1922–21. Februar 2019) ⚭ 22. September 1956 mit Anna (geborene Vonhoff, 8. Januar 1936).
  - Theo van Gogh (23. Juli 1957–2. November 2004) wurde Filmregisseur.
- Florentinus Marinus van Gogh (15. April 1925–1999)
- Mathila Johanna van Gogh (24. April 1929–5. Februar 2008) ⚭ 24. Oktober 1953 mit Jan Salomon Cramer (26. April 1928–15. März 2014).

Nach dem Tod seiner ersten Frau heiratete er am 8. April 1942 Nelly (geborene van der Goot, 9. Mai 1897–12. April 1967), eine Tochter von Syne Jacob van der Goot und Anna Maria (geborene Honig).